# Puente de los Serranos
Puente de los Serranos es un centro poblado peruano ubicado en el distrito de Querecotillo, perteneciente a la provincia de Sullana del departamento de Piura, al norte del Perú.

## Demografía
En el 2017 tenía una población de 971 habitantes.
| Gráfica de evolución demográfica de Puente de los Serranos entre 1993 y 2017 |
|                                                                              |
| Fuentes: Población 1993 y 2017                                               |